# ACOUSTIC:LATTE
『ACOUSTIC:LATTE』（アコースティック・ラテ）は、日本の音楽グループEvery Little Thingが2005年2月16日に発売したコンピレーション・アルバム。

## 解説
前作『commonplace』から1年ぶりとなるアルバムで、1998年から2004年までに発表された既発シングルとアルバムから選曲し、全曲がアコースティック風にリアレンジ、全てボーカルをレコーディングし直して収録された、初のアコースティック・アルバムとなっている。
同アルバムリリース前後に行われた全国ツアー『every little thing commonplace tour 2004～2005』の配布パンフレットに同梱された特典CDには本アルバムにも収録された「water(s) (Acoustic Version)」と「鮮やかなもの (Acoustic Version)」の2曲の他、「stray cat (Acoustic Version)」はこのパンフレットのみの収録となっている。また、本アルバムリリースに伴い「NECESSARY」の新ミュージック・ビデオが存在しているが、現時点においても商品化はされていない。
ジャケットが異なるCD+DVD盤とCD盤の2形態でリリースされ、CD+DVD盤にはレコーディング風景とスペシャルインタビュー、後にリリースされた映像作品『every little thing commonplace tour 2004〜2005』の告知ダイジェストが収録されたDVDと、24P特製ブックレットが同梱。

## 収録曲
1. FOREVER YOURS
作詞・作曲：五十嵐充 / 編曲：中村"Nam-Nam"康就
9thシングルのアレンジ。
2. water(s)
作詞：持田香織 / 作曲：早川大地 / 編曲：中村"Nam-Nam"康就
6thアルバム『commonplace』収録曲のアレンジ。
アルバムに収録されたものと異なり、3拍子のリズムになっている。
ライブ会場『every little thing commonplace tour 2004～2005』のパンフレット同梱の特典CDにも収録。
3. nostalgia
作詞：持田香織 / 作曲：菊池一仁 / 編曲：中村"Nam-Nam"康就
Basic Arrangement：棚橋"UNA"信仁
Additional Arrangement：中村"Nam-Nam"康就
22ndシングル『UNTITLED 4 ballads』収録曲のアレンジ。
4. 愛のカケラ
作詞：持田香織 / 作曲：多胡邦夫 / 編曲：伊藤一朗・加藤薫
16thシングルのアレンジ。
5. Time goes by
作詞・作曲：五十嵐充 / 編曲：中村"Nam-Nam"康就
Basic Arrangement：棚橋"UNA"信仁
Additional Arrangement：中村"Nam-Nam"康就
8thシングルのアレンジ。
6. ささやかな祈り
作詞：持田香織 / 作曲：多胡邦夫 / 編曲：林"Massy"真史
21stシングルのアレンジ。
7. しあわせの風景
作詞：持田香織 / 作曲：菊池一仁 / 編曲：伊藤一朗
25thシングル『また あした』収録曲のアレンジ。
オリジナルはサビで転調するが、本作では転調しない。
8. fragile
作詞：持田香織 / 作曲：菊池一仁 / 編曲：中村"Nam-Nam"康就
Basic Arrangement：棚橋"UNA"信仁
Additional Arrangement：中村"Nam-Nam"康就
17thシングル1曲目のアレンジ。
9. 鮮やかなもの
作詞：持田香織 / 作曲：多胡邦夫 / 編曲：中村"Nam-Nam"康就
Basic Arrangement：棚橋"UNA"信仁
Additional Arrangement：
4thアルバム『4 FORCE』収録曲のアレンジ。
アニメ「BUZZER BEATER」エンディングテーマ
ライブ会場『every little thing commonplace tour 2004～2005』のパンフレット同梱の特典CDにも収録。
10. NECESSARY
作詞・作曲：五十嵐充 / 編曲：中村"Nam-Nam"康就
10thシングルのアレンジ。
ニベア花王「アトリックス」CMソング
11. 愛の謳
作詞：持田香織 / 作曲：多胡邦夫 / 編曲：林"Massy"真史
22ndシングル収録曲『UNTITLED 4 ballads』のアレンジ。
12. Over and Over
作詞・作曲：五十嵐充 / 編曲：林"Massy"真史
11thシングルのアレンジ。

## 参加ミュージシャン
Every Little Thing
- 持田香織：Vocal (#1,3 - 12) & Whistle (#2)
- 伊藤一朗：Acoustic Guitar (#1,3 - 9,12)、Guitar Synthesizer (#1)、Gut Guitar (#2,8,10)、Tambourine & Whistle (#2)、Sitar (#12)

Support Musician
- 加藤薫：Acoustic Guitar (#1,3 - 7,9,10,12)、Electric Guitar (#2,6)、Bell (#2)、Gut Guitar (#8)
- 山口鷹：Drums (#1,2,5 - 6,8 - 9,10, 12)、Shaker (#2)、Percussion (#3,7)
- 山田“Anthony”サトシ：Bass (#1,2,3,5 - 10,12)、Bell (#2)、Percussion (#9)
- 林真史：Piano (#1,5,6,8 - 12)、Organ & Tambourine (#2)、Wurlitzer (#3)、Rhodes (#7)
- 中村康就：Organ (#1,7,9)、Manipulate (#1 - 3,5 - 6,8 - 10,12) 、Tambourine & Accordion & Triangle & Whistle (#2)、Violin (#3)、Rhodes (#5,8)、Keyboards (#6,10,12)、Marimba (#10)、Glockenspiel (#12)
- 渡辺剛ストリングス：Strings (#5)
- Norihiro Kanzawa：Shaker (#7)
- クラッシャー木村ストリングス：Strings (#11)